# Gouvernement de Penza
1796–1928
Entités suivantes :
- Oblast de la moyenne Volga

Le gouvernement de Penza (en russe : Пензенская губерния) est une division administrative de l’Empire russe, puis de la RSFSR, située en Russie centrale avec pour capitale la ville de Penza. Créé en 1796 le gouvernement exista jusqu’en 1928.

## Géographie
Le gouvernement de Penza était bordé par les gouvernements de Nijni Novgorod, Simbirsk, Saratov et Tambov.
Le territoire du gouvernement de Penza est maintenant partagé entre l’oblast de Penza et la Mordovie.

## Subdivisions administratives
Au début du XXe siècle, le gouvernement de Penza était divisé en dix ouiezds : Gorodichtché, Insar, Kerensk, Krasnoslobodsk, Mokchan, Narovtchat, Nijni Lomov, Penza, Saransk et Tchembar (aujourd'hui Belinski).

## Population
En 1897 la population du gouvernement était de 1 470 474 habitants, dont 83,0 % de Russes. Les plus importantes minorités sont les Mordves (12,8 %) et les Tatares (4,0 %).